# 丰产路街道
丰产路街道，是中华人民共和国河南省郑州市金水区下辖的一个乡镇级行政单位，地处郑州市市区东北部，管辖范围为花园路、政七街以东，东风渠、农业路以南，中州大道以西，黄河路、纬五路以北。辖区总面积约8平方公里，常住人口14.3万，流动人口约8万。

## 行政区划
丰产路街道下辖以下地区：
明宏社区、开发行社区、金龙社区、政七街社区、豫财社区、烟草局社区、广测社区、河务局社区、金成社区、红专社区、黄河路社区、常砦社区、押砦社区、枣庄社区、姚砦社区、德亿社区和红旗路社区。

## 公共设施
辖区内设有河南省人民医院、河南省胸科医院、黄河路第三小学、郑州市第三十四中学、郑州市第六十一中学等科教文卫设施。

## 经济
丰产路街道经济以第三产业为主，辖区内拥有河南省财政厅、河南省粮食和物资储备局、河南省质量技术监督局、河南省国税局、河南省烟草专卖局、河南省报业集团等50余家公共单位。金融方面，中国工商银行河南省分行、中国农业发展银行河南省分行等金融机构设于辖区范围。辖区楼宇经济发展较好，主要位于经三路沿线，写字楼以思达数码大厦、融丰花苑、财富广场、绿洲商务、金成时代广场等为代表。